# Агрополи
Агрополи (на италиански: Agropoli) е пристанищен град и община с 21 035 жители (към 31 декември 2009) в провинцията Салерно в регион Кампания, Южна Италия. Градът е член на съюза Costiera Cilentana. Намира се на Тиренско море.

## Побратимени градове
- Чили, Ню Йорк, САЩ